# Manti Teʻo
Manti Malietau Louis Teʻo (* 26. Januar 1991 in Lāʻie, Hawaii) ist ein ehemaliger US-amerikanischer American-Football-Spieler auf der Position des Linebackers in der National Football League (NFL). Er spielte für die San Diego Chargers und die New Orleans Saints.

## College
Teʻo, der Angebote von mehreren Universitäten hatte, entschied sich für die University of Notre Dame, lief zwischen 2009 und 2012 für deren Mannschaft, die Fighting Irish, als Linebacker auf und konnte dabei insgesamt 437 Tackles setzen. Für seine konstant guten Leistungen wurde er vielfach ausgezeichnet, darunter auch mit einigen der prestigeträchtigsten Preise des College Footballs, wie etwa dem Chuck Bednarik Award, der Bronko Nagurski Trophy oder dem Lombardi Award.
USA-weite Berühmtheit erlangte Teʻo durch eine bizarre Affäre. Er hatte wiederholt Medien gegenüber vom Unfalltod seiner an Leukämie erkrankten Freundin berichtet, diese Freundin gab es aber in Wirklichkeit gar nicht. Was zunächst wie eine aus dem Ruder gelaufene Publicitystrategie bzw. dem verunglückten Versuch, Gerüchten über seine angebliche Homosexualität entgegenzutreten, oder einfach einem makaberen Hoax aussah, entpuppte sich als Form des Internetbetruges. Teʻo war Opfer eines sogenannten Romance Scams geworden. Ein männlicher Verehrer hatte sich ihm mit einem gefälschten Profil, falschen Fotos und verstellter Telefonstimme genähert und mit ihm quasi eine Fake-Fernbeziehung unterhalten.

## NFL

### San Diego Chargers
Beim NFL Draft 2013 wurde er in der 2. Runde als insgesamt 38. Spieler von den San Diego Chargers ausgewählt. Teʻo zog sich in der Preseason eine Fußverletzung zu und musste die ersten drei Spiele pausieren, konnte sich aber dennoch sofort etablieren und bestritt die restlichen Partien seiner Rookie-Saison als Starter. Auch die kommenden Spielzeiten blieb er vom Verletzungspech nicht verschont und fiel immer wieder aus; 2016 etwa konnte er, nachdem er von seinen Kollegen zu einem der Mannschaftskapitäne der Defense gewählt wurde, überhaupt nur in drei Spielen eingesetzt werden.

### New Orleans Saints
Am 21. März 2017 unterschrieb Teʻo einen Zweijahresvertrag bei den New Orleans Saints. Nach einer recht erfolgreichen Spielzeit 2017 wurde er 2018 in nur 5 Partien aufgeboten. Nach Ablauf wurde der Vertrag nicht mehr verlängert.
Anfang Dezember 2019 wurde er, nachdem das Linebacker-Korps der Saints durch diverse Verletzungen stark dezimiert wurde, erneut unter Vertrag genommen.

### Chicago Bears
Ende Oktober 2020 nahmen ihn die Chicago Bears in ihren Practice Squad auf.